# Czekając na miłość
Czekając na miłość (ang. Waiting to Exhale) – amerykański melodramat z 1995 roku w reżyserii Foresta Whitakera, zrealizowany na podstawie powieści Terry McMillan.

## Główne role
- Whitney Houston - Savannah Jackson
- Angela Bassett - Bernadine Harris
- Loretta Devine - Gloria Matthews
- Lela Rochon - Robin Stokes
- Gregory Hines - Marvin King
- Dennis Haysbert - Kenneth Dawkins
- Mykelti Williamson - Troy
- Michael Beach - John Harris, Sr.
- Leon Robinson - Russell
- Wendell Pierce - Michael Davenport
- Donald Faison - Tarik Matthews
- Jeffrey D. Sams - Lionel
- Jazz Raycole - Onika Harris
- Brandon Hammond - John Harris, Jr.

## Fabuła
Cztery przyjaciółki, Savannah, Bernadine, Robin i Gloria dzielą ze sobą wszystkie radości, smutki, kłopoty i nadzieje. Każda z nich ma swoje problemy z facetami. Savannah to atrakcyjna producentka telewizyjna. Czuje się rozdarta pomiędzy dwoma mężczyznami: uwodzicielskim Lionelem i dawnym kochankiem, żonatym Kennethem. Zamożna Bernadine przeżywa prawdziwy dramat: w noc sylwestrową mąż oznajmia jej, że po jedenastu latach małżeństwa odchodzi do swej sekretarki. Rozwiedziona Gloria poświęca swój czas na wychowanie syna Tarika i prowadzenie eleganckiego salonu fryzjerskiego. Choć od rozwodu upłynęło już sporo czasu, Gloria wciąż próbuje odzyskać uczucie męża. Najmłodsza z całej czwórki, Robin, prowadzi swobodny tryb życia. Znajduje czas dla atrakcyjnych, ale nie zasługujących na zaufanie mężczyzn w typie Troya, który nie cofa się przed kłamstwem i oszustwem. Robin stara się pokochać pełnego ciepła i zrozumienia Michaela, ale zmiana postawy życiowej nie jest łatwa.

## Odbiór krytyczny
Film otrzymał mieszane recenzje; serwis Rotten Tomatoes w oparciu o opinie z 25 recenzji przyznał mu wynik 52%.